# La Chapelle-en-Valgaudémar
Pour les articles homonymes, voir La Chapelle.
Ne doit pas être confondu avec La Chapelle en Valjouffrey.
La Chapelle-en-Valgaudémar est une commune française située dans le département des Hautes-Alpes, en région Provence-Alpes-Côte d'Azur. Elle a été créée le 1er janvier 1963 par fusion des anciennes communes de Clémence-d'Ambel et Guillaume-Peyrouse.

## Géographie

### Localisation
La commune de La Chapelle couvre toute la haute vallée du Valgaudemar, arrosée par la Séveraisse, affluent du Drac qui entaille profondément le massif des Écrins dans sa partie occidentale. Cette partie de la vallée se situe à plus de 1 000 mètres d'altitude, et est entourée de sommets qui dépassent les 3 000 mètres : l'Olan (3 564 m) et les Rouies (3 589 m) au nord, les Bans (3 669 m) au nord-est, le Sirac (3 440 m) au sud-est, et le Vieux Chaillol (3 163 m) au sud.

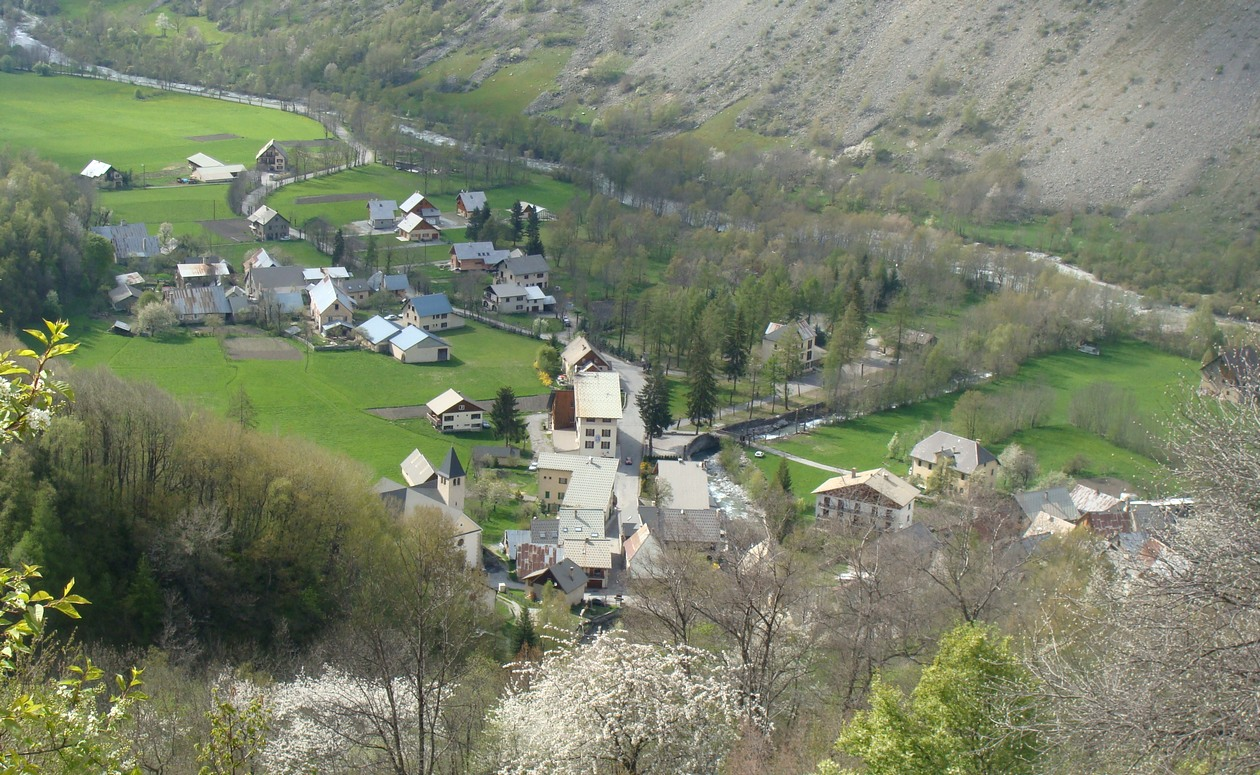
Le village de La Chapelle et la Séveraisse.

Le village de La Chapelle, centre de la commune, est situé au confluent de la Séveraisse et de son principal affluent, le ruisseau de Navette, qui descend du glacier de l'Aup, sur le flanc nord du pic de Mal-Cros. À la hauteur du village, et sur quelque deux kilomètres de part et d'autre, le fond de la vallée comporte d'assez belles étendues cultivables. Paradoxalement, la rive nord, bien qu'à l'adret, est essentiellement rocheuse et inculte ; la rive sud est naturellement boisée. Le haut vallon de Navette, autrefois riche en prairies, a perdu une grande partie de ses terres cultivables, emportées par l'érosion.

### Hameaux et lieudits
En plus du bourg principal de la Chapelle, les principaux hameaux sont :
- dans la vallée principale, d'aval en amont :
  - les Andrieux (1 050 mètres),
  - le Casset (1 140 mètres),
  - le Bourg (1 160 mètres),
  - le Rif-du-Sap (1 400 mètres), inaccessible en hiver sauf à skis, mais habité l'été ;

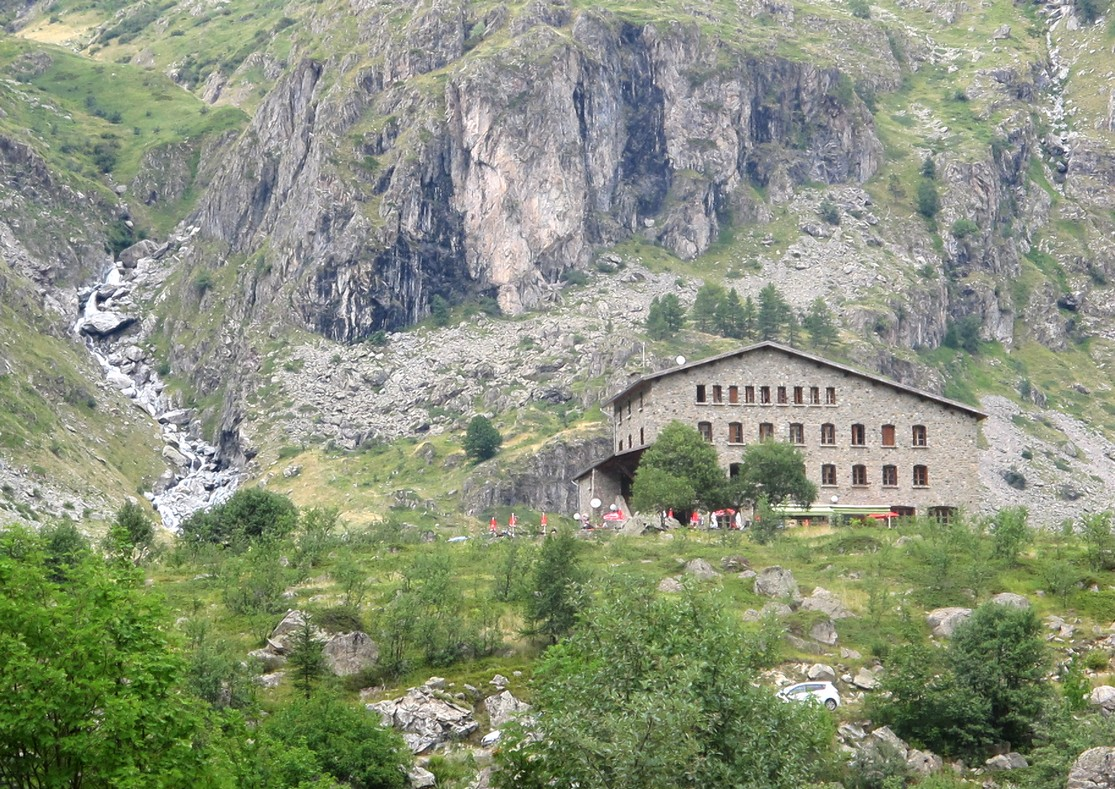
Le chalet du Gioberney.

le refuge Xavier-Blanc, à 1 397 mètres d'altitude, proche de l'ancien hameau du Clot, aujourd'hui disparu, et le chalet du Gioberney, à 1 642 mètres d'altitude dans le cirque du même nom, accueillent randonneurs et touristes à la belle saison.
- dans la vallée de Navette :
  - les Portes (1 240 mètres).

L'ancien village de Navette (1 330 mètres), ruiné, reprend vie depuis quelques années à la belle saison.
Les risques d'avalanche et les caprices du torrent ont imposé aux hameaux de se situer en des emplacements parfois mal exposés : les Andrieux, le Chaussedent, la Chapelle et le Bourg sont situés sur la rive gauche de la Séveraisse, et certaines de leurs habitations ne voient pas le soleil pendant plusieurs mois l'hiver.

### Hydrographie

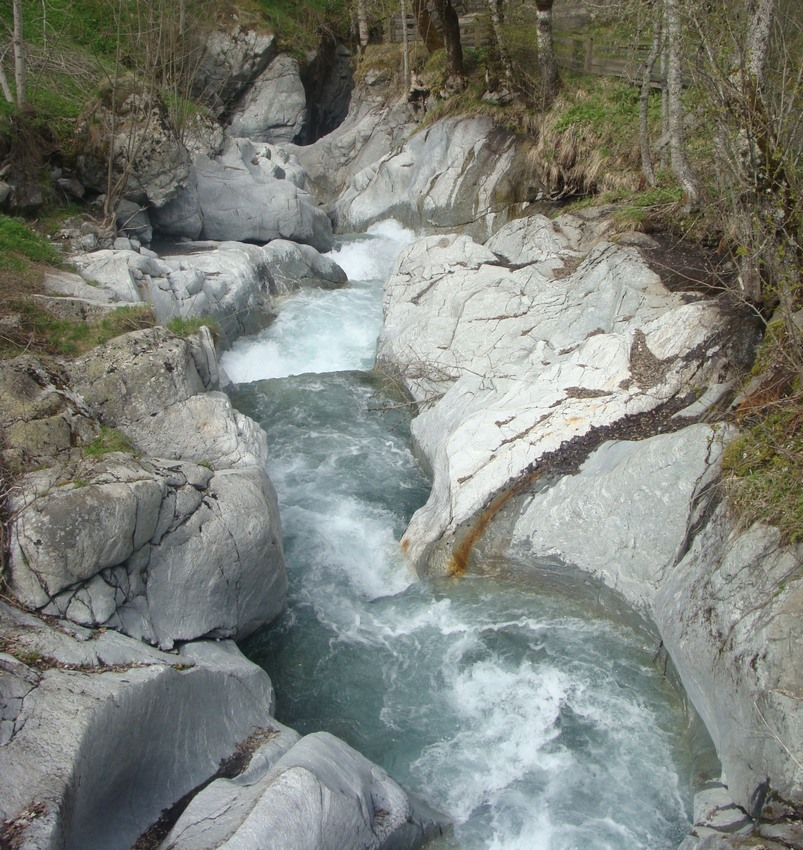
Les Oules du Diable.

La commune est traversée d'est en ouest par la Séveraisse, qui prend sa source à la limite est de la commune, dans le massif du Sirac.
Alimentée par les pluies et par la fonte des neiges, la Séveraisse est un cours d'eau au régime torrentiel, dont les crues sont redoutables au printemps et en automne. Elle a deux affluents notables sur le territoire de la commune :
- le torrent de Navette (r.g.), qui descend du Pic de Mal-Cros, et conflue avec la Séveraisse au village de la Chapelle, après avoir franchi les Oules du Diable, série de cuvettes creusées dans la roche ;

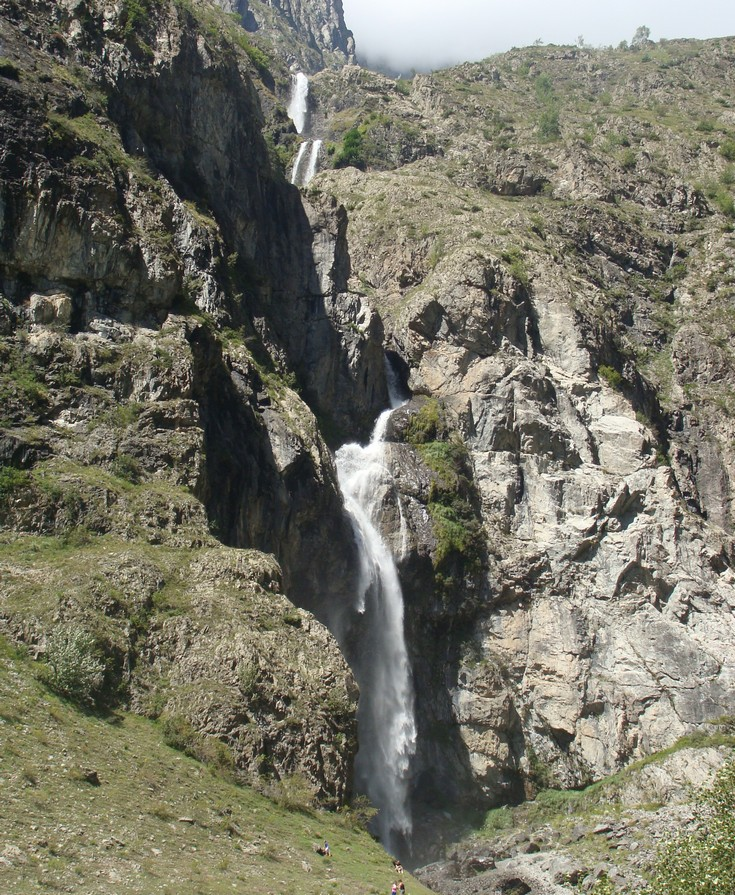
Le cascade du Casset.

- le torrent du Gioberney (r.d.), né du glacier du même nom au nord du massif des Bans, et qui draine un large cirque avant de confluer avec la Séveraisse au Clot, largement à l'est de la Chapelle.

Le profil encaissé de la vallée fait que plusieurs petits torrents dévalent en cascades assez remarquables : cascade de Combefroide (en face de la Chapelle), cascade du Buchardet (dans le vallon de Navette), cascade du Casset, cascade de la Ponche ou de la Muande, cascade du ruisseau de la Lavine (en face du Rif du Sap), et surtout le célèbre « voile de la mariée », au Gioberney.

### Climat
Pour des articles plus généraux, voir Climat de Provence-Alpes-Côte d'Azur et Climat des Hautes-Alpes.
En 2010, le climat de la commune est de type climat de montagne, selon une étude du Centre national de la recherche scientifique s'appuyant sur une série de données couvrant la période 1971-2000. En 2020, Météo-France publie une typologie des climats de la France métropolitaine dans laquelle la commune est exposée à un climat de montagne ou de marges de montagne et est dans la région climatique Alpes du sud, caractérisée par une pluviométrie annuelle de 850 à 1 000 mm, minimale en été.
Pour la période 1971-2000, la température annuelle moyenne est de 7,8 °C, avec une amplitude thermique annuelle de 16,5 °C. Le cumul annuel moyen de précipitations est de 1 211 mm, avec 8,8 jours de précipitations en janvier et 6,8 jours en juillet. Pour la période 1991-2020, la température moyenne annuelle observée sur la station météorologique installée sur la commune est de 7,5 °C et le cumul annuel moyen de précipitations est de 1 289,6 mm. 
La température maximale relevée sur cette station est de 34,3 °C, atteinte le 24 août 2023 ; la température minimale est de −26 °C, atteinte le 3 février 1956,,.
| Mois                                  | jan.           | fév.           | mars            | avril          | mai           | juin          | jui.          | août           | sep.          | oct.            | nov.           | déc.             | année     |
| ------------------------------------- | -------------- | -------------- | --------------- | -------------- | ------------- | ------------- | ------------- | -------------- | ------------- | --------------- | -------------- | ---------------- | --------- |
| Température minimale moyenne (°C)     | −4,9           | −5,3           | −2              | 1              | 4,6           | 7,7           | 9,8           | 10             | 6,8           | 3,7             | −0,7           | −3,9             | 2,2       |
| Température moyenne (°C)              | −0,7           | −0,3           | 3,6             | 6,7            | 10,5          | 14            | 16,4          | 16,3           | 12,3          | 8,4             | 3,2            | 0                | 7,5       |
| Température maximale moyenne (°C)     | 3,6            | 4,8            | 9,1             | 12,4           | 16,4          | 20,3          | 23            | 22,7           | 17,7          | 13,2            | 7              | 3,8              | 12,8      |
| Record de froid (°C) date du record   | −24 12.01.1987 | −26 03.02.1956 | −22 06.03.1971  | −13 06.04.1970 | −7 04.05.1967 | −2 03.06.1953 | 1 13.07.1993  | 0,5 30.08.1986 | −2,2 27.09.20 | −8,5 31.10.1974 | −15 23.11.1988 | −20,6 03.12.1973 | −26 1956  |
| Record de chaleur (°C) date du record | 15,9 30.01.02  | 18 20.02.1998  | 21,5 18.03.1993 | 23,9 09.04.11  | 28,8 22.05.22 | 33,2 26.06.19 | 33,4 18.07.23 | 34,3 24.08.23  | 29 10.09.1966 | 25,2 05.10.1985 | 19 07.11.1992  | 16 05.12.1985    | 34,3 2023 |
| Précipitations (mm)                   | 105,9          | 73,4           | 87,8            | 99,2           | 107,6         | 98,1          | 77,2          | 89,6           | 115,2         | 158,1           | 155,7          | 121,8            | 1 289,6   |

| Diagramme climatique                                  |             |           |           |              |             |           |            |              |              |            |              |
| J                                                     | F           | M         | A         | M            | J           | J         | A          | S            | O            | N          | D            |
| 3,6−4,9105,9                                          | 4,8−5,373,4 | 9,1−287,8 | 12,4199,2 | 16,44,6107,6 | 20,37,798,1 | 239,877,2 | 22,71089,6 | 17,76,8115,2 | 13,23,7158,1 | 7−0,7155,7 | 3,8−3,9121,8 |
| Moyennes : • Temp. maxi et mini °C • Précipitation mm |             |           |           |              |             |           |            |              |              |            |              |

Les paramètres climatiques de la commune ont été estimés pour le milieu du siècle (2041-2070) selon différents scénarios d'émission de gaz à effet de serre à partir des nouvelles projections climatiques de référence DRIAS-2020. Ils sont consultables sur un site dédié publié par Météo-France en novembre 2022.

### Voies de communication et transports
La Chapelle-en-Valgaudémar n'est accessible que par la D 985A (ex-Route nationale 85a), qui se détache de l'axe Gap - Grenoble (RN 85) au pied de Saint-Firmin (Hautes-Alpes), à 15 kilomètres à l'ouest de La Chapelle. Au-delà de la Chapelle, une route départementale (D 480) continue à remonter la vallée en direction du chalet du Gioberney, mais est fermée à la circulation au-delà du Casset et de l'embranchement du Bourg dès l'entrée de l'hiver (D 480T).
À la Chapelle une route permet d'accéder au hameau des Portes, et se poursuit en chemin forestier jusqu'à l'ancien hameau en ruine de Navette.
Aucun service régulier de transport de voyageurs ne dessert la Chapelle-en-Valgaudémar. Seul un service de bus scolaire accessible au public relie la Chapelle à Saint-Firmin, où des cars régionaux Zou ! assurent la liaison vers Saint-Bonnet-en-Champsaur et Gap.

## Urbanisme

### Typologie
Au 1er janvier 2024, La Chapelle-en-Valgaudémar est catégorisée commune rurale à habitat dispersé, selon la nouvelle grille communale de densité à 7 niveaux définie par l'Insee en 2022.
Elle est située hors unité urbaine et hors attraction des villes,.

### Occupation des sols
L'occupation des sols de la commune, telle qu'elle ressort de la base de données européenne d’occupation biophysique des sols Corine Land Cover (CLC), est marquée par l'importance des forêts et milieux semi-naturels (98,2 % en 2018), une proportion sensiblement équivalente à celle de 1990 (98,7 %). La répartition détaillée en 2018 est la suivante : 
espaces ouverts, sans ou avec peu de végétation (55,5 %), milieux à végétation arbustive et/ou herbacée (38,5 %), forêts (4,2 %), prairies (1,1 %), zones agricoles hétérogènes (0,7 %).
L'évolution de l’occupation des sols de la commune et de ses infrastructures peut être observée sur les différentes représentations cartographiques du territoire : la carte de Cassini (XVIIIe siècle), la carte d'état-major (1820-1866) et les cartes ou photos aériennes de l'IGN pour la période actuelle (1950 à aujourd'hui).

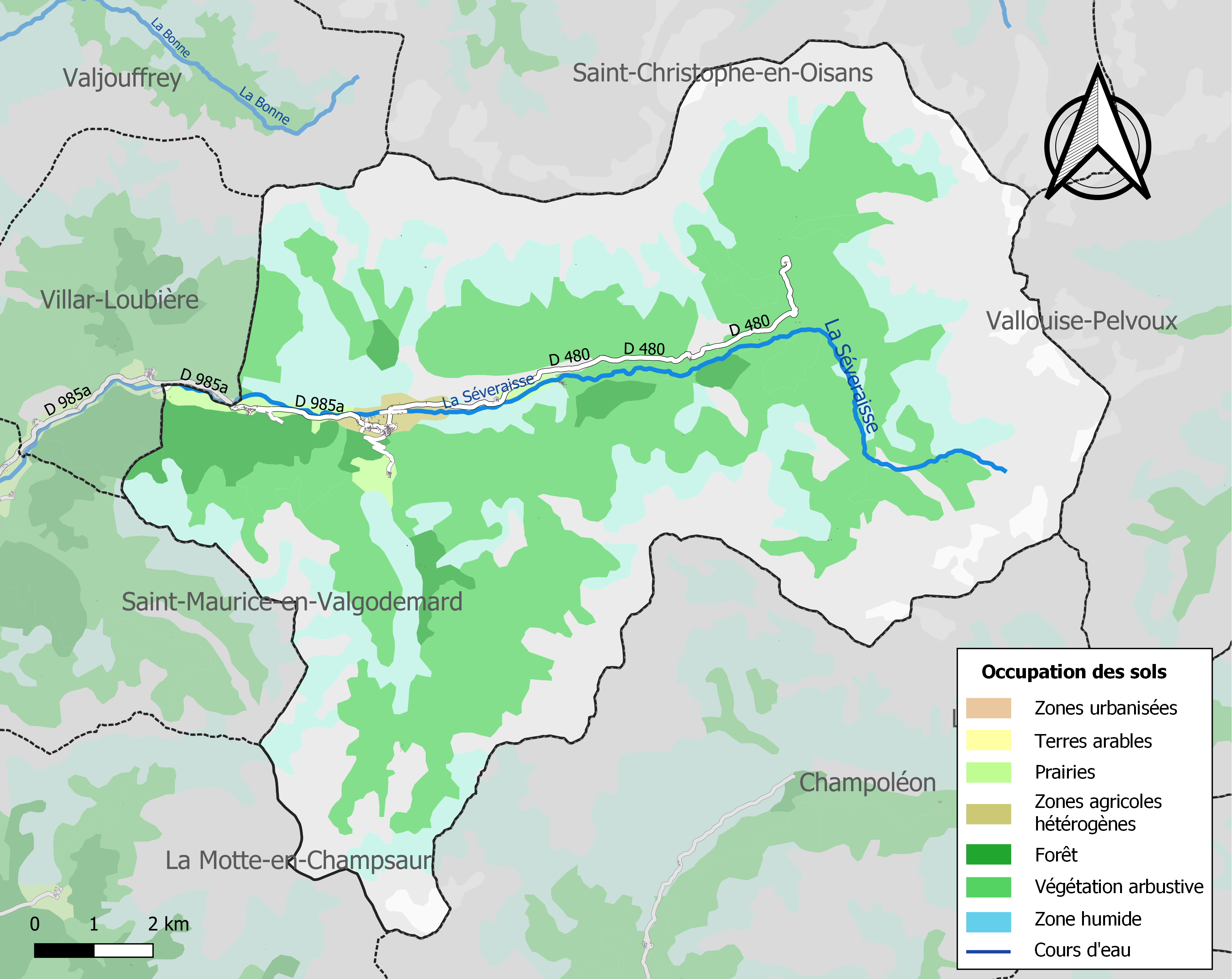
Carte de l'occupation des sols de la commune en 2018 (CLC).

## Toponymie
Le nom de la localité est attesté sous la forme latine Capella Vallis Gaudemarii en 1284 dans les archives de l'abbaye de Durbon[réf. nécessaire].
Le Valgaudemar, dont la Chapelle est le cœur, tiendrait son nom du chef burgonde Godomar, ou Godemar, qui s'y serait réfugié en 534. Le nom de la vallée est orthographié de manières diverses : Valgaudemar (le plus classique), Valgodemard (communes de Saint-Jacques et de Saint-Maurice-en-V.), ou encore Valgaudémar (la Chapelle-en-V.), cette dernière orthographe, la plus récente, ayant été adoptée pour éviter l'élision du -e- intermédiaire par les locuteurs non-occitans.
La Chapella-en-Gaudemar en occitan haut-alpin.

## Histoire
Aucune trace d'occupation humaine antérieure à l'époque de la colonisation romaine n'est mentionné par l'archiviste et historiographe des Hautes-Alpes Joseph Roman. En revanche, il relève la présence, auprès du village de la Chapelle, de tombes d'époque romaine contenant des pièces de monnaie, des vases et quelques objets en bronze. D'autres objets, dont une marmite en bronze chargée d'étain, auraient été trouvés au Clot, plusieurs kilomètres en amont. Le site de la Chapelle pourrait avoir été la statio nommée Geminae sur la carte de Peutinger, sur une voie romaine venant de Bregantio (Briançon) par le « col de Bonvoisin » (probablement le col du Sellar), et se dirigeant vers Mansio (Mens).

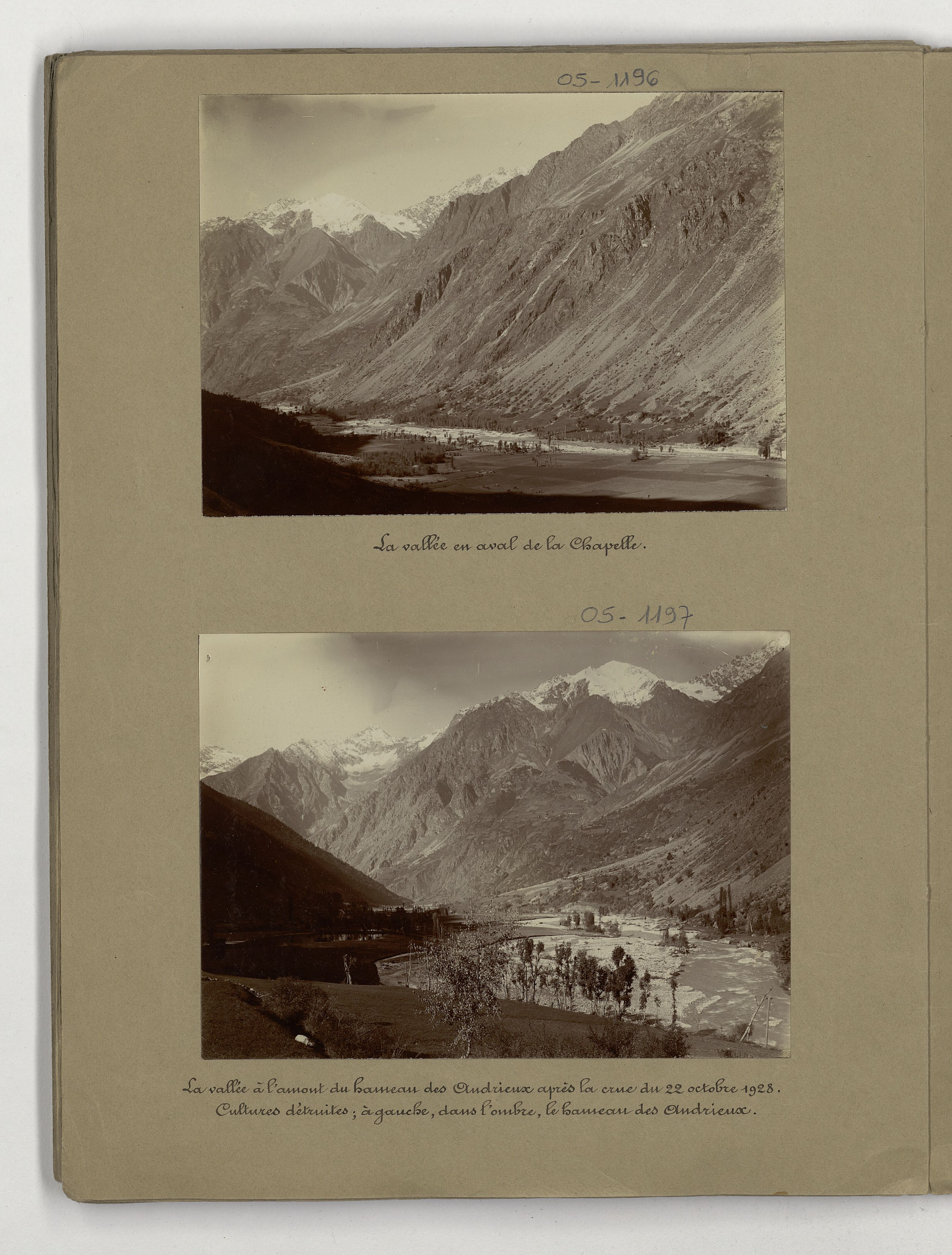
Inondation de 1928.

Au milieu du XIVe siècle, Henri, seigneur d'Ambel, épouse Alix Gras, fille du seigneur majeur du Valgaudemar, qui apporte en dot la suzeraineté sur les terres de la partie haute de la vallée. Un siècle plus tard, à sa mort en 1445, Raymond III d'Ambel, dont le seul fils est décédé avant lui, lègue sa seigneurie à sa fille aînée Burguette, et ses terres en Valgaudemar à ses autres filles Clémence, Lantelme et Catherine, qui se les partagent. Les terres de Clémence resteront connues comme « Clémence d'Ambel ». Celles de Catherine passent à sa fille Marguerite, dont le mari Guillaume Pérouse (ou Peyrouse) achète les parts de Lantelme, constituant un vaste territoire dès lors dénommé « Guillaume Pérouse ». Fait exceptionnel, ces deux domaines conserveront leurs toponymes en forme de patronymes pendant cinq siècles, y compris lors de la création des communes après la Révolution : Clémence-d'Ambel et Guillaume-Peyrouse.

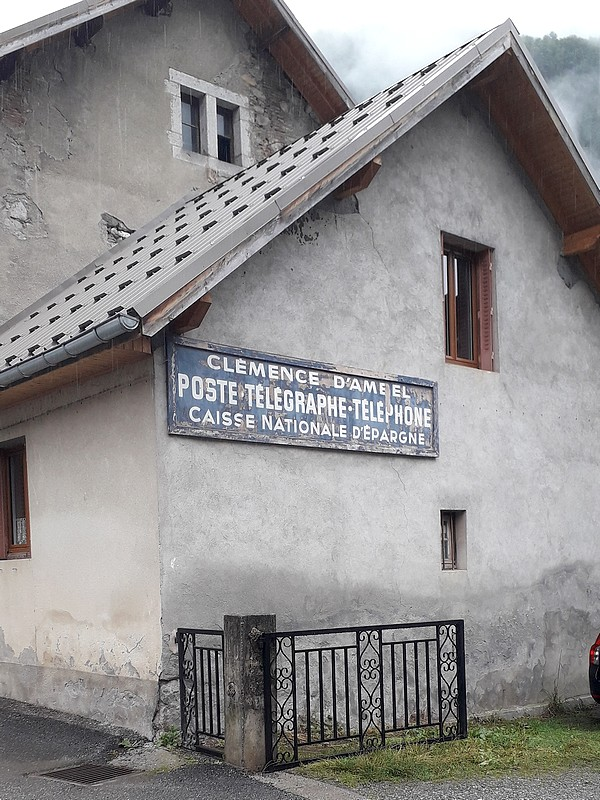
L'ancienne poste de Clémence-d'Ambel, à La Chapelle.

Au début du XXe siècle, du fait de l'érosion et des inondations, notamment en 1914 et 1928, les terres cultivables s'étaient faites de plus en plus rares, et les habitants avaient commencé à vendre leurs terres à l'État, ce qui constitua plus tard le noyau du parc naturel. Progressivement, les hameaux les plus éloignés du centre se sont dépeuplés et ont finalement été abandonnés. De plus, l'intrication des territoires autour d'une seule église (« la chapelle ») et d'une seule mairie rendaient la cohabitation conflictuelle. En 1962, les élus se décidèrent à demander la fusion de leurs deux communes. Celle-ci fut décrétée, et la nouvelle commune prit le nom de La Chapelle-en-Valgaudémar, réunifiant, six siècles plus tard, l'ancien legs d'Alix Gras.
Le tourisme tend aujourd'hui à redonner vie à la haute vallée (Gioberney), et à maintenir en vie quelques hameaux excentrés (le Casset, le Bourg, le Rif-du-Sap, les Portes). En 1973 est créé le Parc national des Écrins, qui entoure en grande partie la commune. Lors de sa création, les tensions avaient été vives entre l'État et certains habitants du village, qui y voyaient une réduction de leurs libertés. Pour remédier en partie à ces tensions, le Parc recruta des gardes originaires du village.

## Économie
Principalement agricole, l'économie s'est vu diversifiée avec le tourisme de montagne, accru par l'implantation du parc national des Écrins dans les années 1970.

## Politique et administration
| Période                                  | Période        | Identité            | Étiquette | Qualité    |
| ---------------------------------------- | -------------- | ------------------- | --------- | ---------- |
| Les données manquantes sont à compléter. |                |                     |           |            |
| 25 décembre 1962                         | 21 mars 1971   | Auguste Guibert     |           |            |
| 21 mars 1971                             | 07 juin 1997   | Lucien Mazet        |           |            |
| 7 juin 1997                              | 16 aout 2008   | Jean Claude Catelan |           |            |
| 16 aout 2008                             | 6 février 2009 | Anne Vincent        |           |            |
| 6 février 2009                           | 28 mai 2020    | Jean Claude Catelan |           | Commerçant |
| 28 mai 2020                              | En cours       | Ivan Carlué         |           | Technicien |

## Démographie
L'évolution du nombre d'habitants est connue à travers les recensements de la population effectués dans la commune depuis 1793. Pour les communes de moins de 10 000 habitants, une enquête de recensement portant sur toute la population est réalisée tous les cinq ans, les populations de référence des années intermédiaires étant quant à elles estimées par interpolation ou extrapolation. Pour la commune, le premier recensement exhaustif entrant dans le cadre du nouveau dispositif a été réalisé en 2008.

En 2022, la commune comptait 114 habitants, en évolution de +11,76 % par rapport à 2016 (Hautes-Alpes : +0,4 %, France hors Mayotte : +2,11 %).
| 1793 | 1800 | 1806 | 1821 | 1831 | 1836 | 1841 | 1846 | 1851 |
| ---- | ---- | ---- | ---- | ---- | ---- | ---- | ---- | ---- |
| 517  | 435  | 505  | 525  | 502  | 510  | 501  | 500  | 443  |

| 1856 | 1861 | 1866 | 1872 | 1876 | 1881 | 1886 | 1891 | 1896 |
| ---- | ---- | ---- | ---- | ---- | ---- | ---- | ---- | ---- |
| 460  | 459  | 437  | 435  | 391  | 407  | 405  | 406  | 415  |

| 1901 | 1906 | 1911 | 1921 | 1926 | 1931 | 1936 | 1946 | 1954 |
| ---- | ---- | ---- | ---- | ---- | ---- | ---- | ---- | ---- |
| 364  | 355  | 355  | 329  | 304  | 247  | 204  | 171  | 133  |

| 1962 | 1968 | 1975 | 1982 | 1990 | 1999 | 2006 | 2008 | 2013 |
| ---- | ---- | ---- | ---- | ---- | ---- | ---- | ---- | ---- |
| 115  | 204  | 181  | 184  | 135  | 129  | 122  | 120  | 106  |

| 2018 | 2022 | - | - | - | - | - | - | - |
| ---- | ---- | - | - | - | - | - | - | - |
| 105  | 114  | - | - | - | - | - | - | - |

Note : le nombre d'habitants avant 1963 (date de la fusion des deux communes de Clémence-d'Ambel et Guillaume-Peyrouse) ne correspond qu'à la seule commune de Guillaume-Peyrouse, ce qui explique la hausse de l'effectif en 1968.

## Culture locale et patrimoine

### Lieux et monuments
Édifices religieux

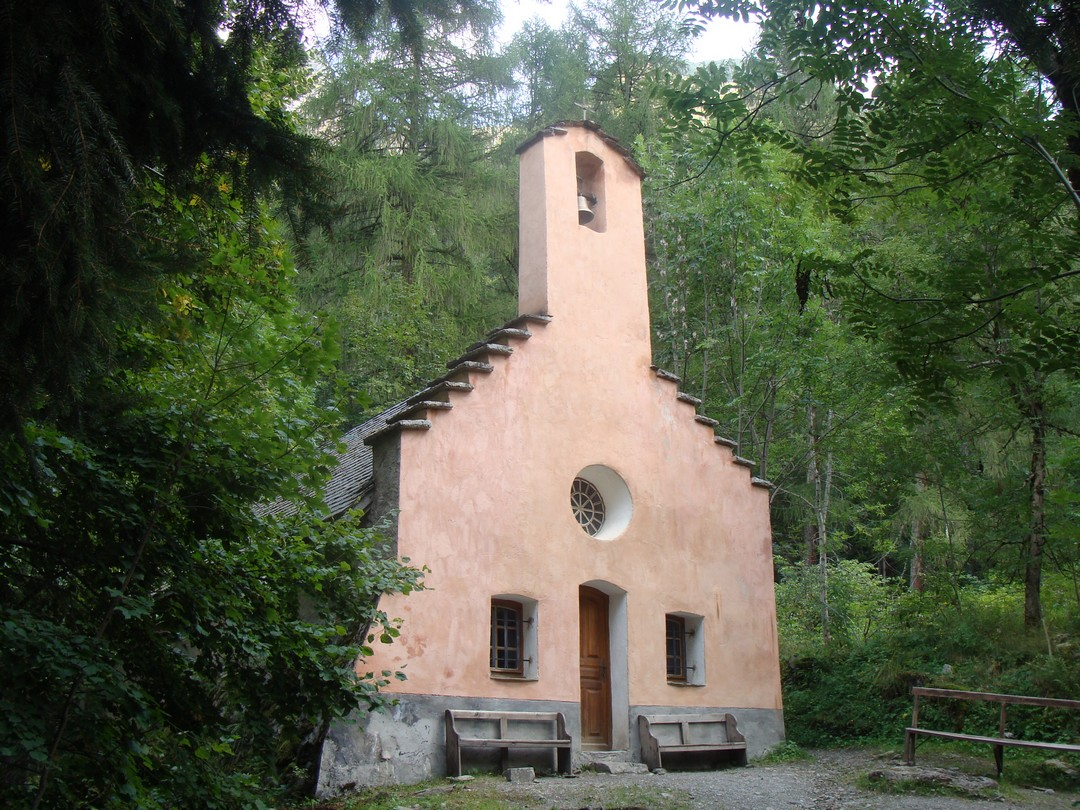
La chapelle de Navette

- Église de l'Assomption-de-la-Vierge à La Chapelle.
- Chapelle du Sarret du Chaussendent.
- Chapelle Saint-François-d'Assise du Roux.
- Chapelle Saint-Jean-Baptiste de Navette.
- Chapelle Saint-Joseph des Andrieux.
- Chapelle du Bas-Lieu.
- Chapelle du Rif-du-Sap.
- Chapelle du Bourg.

Site naturel
Les oules (« marmites » en occitan) du diable sont des gorges creusées par le torrent de Navette. Le bouillonnement de l'eau y est important ; il a poli la pierre de manière impressionnante. Les jours de crue, le vacarme y est intense.
L'endroit est réputé pour sa dangerosité. Plusieurs personnes y ont perdu la vie (la dernière fois remonte à la fin des années 1980 - début des années 1990). Pour y remédier, le pourtour du site a été aménagé afin de rendre l'endroit plus accessible et surtout moins dangereux : des rambardes et des passerelles jalonnent le bord des oules, ce qui permet la découverte en toute sécurité.
Un pont prétendu romain enjambe le torrent de Navette au tout début des gorges. L'endroit est également prisé pour ses descentes en canyoning.
La Chapelle-en-Valgaudémar dans les arts
L'ancienne commune de Guillaume-Peyrouse est citée dans le poème d'Aragon, Le Conscrit des cent villages, écrit comme acte de Résistance intellectuelle de manière clandestine au printemps 1943, pendant la Seconde Guerre mondiale.

### Héraldique
| Blason de Chapelle-en-Valgaudémar (La) | Blason  | D'azur au lion d'or armé, lampassé et allumé de gueules, aux trois cotices en barre aussi de gueules brochant sur le tout. |
| Blason de Chapelle-en-Valgaudémar (La) | Détails | Le statut officiel du blason reste à déterminer.                                                                           |